# Mildenhalldski zaklad

Mildenhallski zaklad je velika zbirka 34 mojstrovin rimske srebrne namizne posode iz 4. stoletja našega štetja in daleč najdragocenejši rimski predmeti, ki so jih umetniško in po teži združili v Britaniji. Najden je bil v West Rowu v bližini Mildenhalla v Suffolku leta 1942. Sestavljen je iz več kot trideset predmetov in vključuje Veliko posodo, ki sama tehta več kot 8 kg.
Zbirka je na ogled v Britanskem muzeju zaradi njenega izjemnega pomena in vrednosti, kopije pa so na ogled v lokalnem muzeju na Mildenhallu.

## Zgodovina odkritja
Zaklad je bil odkrit med oranjem januarja 1942, odkril ga je Gordon Butcher, ki ga je s pomočjo Sydneyja Forda, za katerim je takrat delal, izkopal. Številne podrobnosti odkritja so ostale negotove, nenazadnje tudi zato, ker se je zgodilo v vojnem času. Očitno predmetov sprva niso prepoznali, kakršni so, čeprav je Ford zbiral starodavne predmete. Ford je koščke očistil in jih razstavil v svoji hiši, nekatere pa uporabljal kot vsakodnevne pripomočke, nekatere pa kot Veliko skledo, ob posebnih priložnostih z družino. Ford je zaklad obelodanil leta 1946, potem ko ga je znani prijatelj videl v njegovem domu. Poizvedba je potekala poleti tistega leta, ko je bila najdba zakonito razglašena za zaklad in jo je pridobil Britanski muzej v Londonu. Takratno akademsko mnenje na splošno nerado verjame, da bi bilo takšno kakovostno rimsko srebro mogoče uporabiti v rimski Britaniji, zato je bilo veliko domiselnih govoric in celo dvomov, da je to sploh resnično britanska najdba. Številna dobro dokumentirana odkritja visokokakovostnega rimskega gradiva v zadnjih desetletjih, vključno s Hoxneškim zakladom, so vse te dvome sprostila.
Precej kasneje je Richard Hobbs akademski svet opozoril na pomen delno izmišljenega zapisa Roalda Dahla in obravnaval vprašanja v zvezi z dejansko najdbo. V Dahlovi različici dogodkov, ki jo je pozneje potrdil Fordov vnuk, se je Ford v celoti zavedal pomena najdbe, vendar se ni mogel sprijazniti z oddajo zaklada. Hranil ga je in ga obnovil v tajnosti, vendar je dve žlici pustili na ogled, ki jih je videl nepričakovani obiskovalec, dr. Hugh Fawcett.
Ford in Butcher sta bila kot najditelja nagrajena s po 1000 funtov, čeprav ni nujno, da je bila celotna nagrada ex gratia, saj najdba ni bila pravilno sporočena.

## Razstave in publikacije
Najdba v Mildenhallu je bila v celoti razstavljena v Britanskem muzeju, takoj ko so bila po prevzemu leta 1946 končana potrebna dela za registracijo in konzervacijo in ostaja stalnica romano-britanske galerije muzeja od nekdaj, z občasnim posojilom nekaterih kosov za posebne razstave v muzeju in drugod.
John W. Brailsford je takoj objavil prvi kratek, povzetek kataloga najdbe, zaporedne popravljene izdaje te knjižice so bile objavljene v letih 1955 in 1964. Kenneth S. Painter je izdal nekoliko popolnejšo študijo, čeprav še vedno kratko leta 1977.  (Upoštevajte, da se kataloške številke v Painterju 1977, navedene v spodnjih opisih, ujemajo z zaporedjem muzejskih registrskih številk 1946.10-1.1–34, določenim v prvotnem kuratorskem seznamu predmetov). Najbolj presenetljiv predmet zaklada, Velika skleda (glej spodaj), je bil ponazorjena in omenjena v neštetih publikacijah, vključno z glavnim dokumentom o pozno rimskih 'slikovitih pladnjih'.
Britanski muzej je nedavno objavil podrobno študijo o zakladu. 

## Vsebina zaklada
Zaklad je sestavljen iz srebrne namizne posode značilne za 4. stoletje in je bila verjetno v tistem stoletju prikrita.  Večina predmetov je sorazmerno velikih, vsi pa zelo kakovostne izdelave.
Zaklad je sestavljen iz dveh velikih krožnikov za serviranje, dveh majhnih okrašenih krožnikov za serviranje, globoke sklede, sklopa štirih velikih okrašenih skled, dveh majhnih okrašenih skodelic, dveh majhnih podstavkov, globoke posodice s prirobnico z globokim pokrovom s kupolo, pet majhnih okroglih zajemalk z ročaji v obliki delfinov in osem žlic z dolgimi ročaji.

### Pladnji in posoda
Odličen kos je Velika skleda (znana tudi kot jed Okeanova skleda ali Neptunova skleda zaradi obraza morskega boga v središču), ki meri v premeru 605 mm in tehta 8256 g. Okras, ki so ga delali s tolčenjem od spredaj, je v treh koncentričnih conah. V središču je glava morskega božanstva, verjetno Okeana, poosebitev oceana, prikazana s polnim obrazom, z brado iz morskih alg in delfinov, ki izhajajo iz njegovih las. Ta portret je obdan z ozkim notranjim frizom dekoracije nereidami (morskimi nimfami), tritoni in drugimi mitskimi in naravnimi morskimi bitji, medtem ko najgloblje skrajno območje prikazuje podobe Bakhovo ekstatično spremstvo, ples, ustvarjanje glasbe in pitja. Natančneje je upodobljeno zmagoslavje Dioniza nad Herkulom. Herkul je pijano osupljiv in ga podpirata dva ustrežljiva satira. Sam Dioniz se s panterjem in Silenom pojavi na položaju '12 ure' na krogu glede na orientacijo glave Okeana, tako da je v večini ilustracij posode videti z glavo navzdol. Tudi bog Pan se pojavlja v kompoziciji, pleše in izdeluje svoje trstenke, kot tudi več plešočih Menad, ženskih Dionizovi oboževalk in satirov. Celotna zasnova je tradicionalno poganska in je vrhunsko izvedena.
Dve majhni plošči (premera 188 in 185 mm; težki 539 in 613 g) sta okrašeni v natanko istem slogu kot Velika skleda: ena prikazuje boga Pana, ki igra svoje trstenke in Menade, ki igrajo dvojno flavto, druga pa prikazuje plešočega satira z menado. Obe majhni posodi imata na spodnji strani spraskane grafite v grščini: eutheriou, kar pomeni 'lastnina Evterija'. Obe imata tudi krepko oblazinjen rob, prav tako tudi Velika skleda in še nekaj drugih elementov v sestavi.
Drug velik, raven pladenj za serviranje je skoraj tako velik kot Velika skleda, premera 556 mm, vendar je okrašen v zelo drugačnem in bolj zadržanem slogu, sestavljen iz linearne geometrijske dekoracije, vložene s kontrastnim črnim niellom (srebrni sulfid), ki tvori široko obrobo obroča in okroglo osrednja ploščo.

### Sklede
Globoka posoda z zarezami z dvema majhnima nihajočima ročajema (ki sta se ob odkritju odtrgala, ker se je lot med pokopavanjem odtrgal) je vrste, ki jo najdemo v več poznorimskih srebrnih zakladih, kot so tiste v Esquilinskem zakladu iz Rima in zaklad iz Traprain Lawa na Škotskem.  Tip naj bi se razvil iz zgodnejših posod v obliki školjk in je bil uporabljen za zadrževanje vode na jedilni mizi, ki je bila namenjena izpiranju rok po jedi. Cizelirana geometrijska zasnova v sredini Mildenhallske posode z zarezami  prikazuje šestkrako zvezdo, obliko, ki v rimskem obdobju ni imela posebnega simboličnega pomena, ampak je bila preprosto ena izmed številnih priljubljenih geometrijskih figur.
Pokrita posoda  je posebnega pomena. Je najzgodnejši predmet v zakladu in edini, katerega splošno območje izdelave znotraj rimskega cesarstva je zagotovo znano. Spada v vrsto, za katero je znano, da je bila izdelana v Galiji v 3. stoletju našega štetja.  Ima ozko vodoravno prirobnico pod pokončnim obodom in okrašeno z zavitimi vzorci, vgrajenimi v niello in majhno rozeto znotraj osnove. Ima visok, kupolast pokrov, ki se lepo prilega navpičnemu obodu in je bil okrašen v zelo drugačnem slogu, z dvema frizoma z nizko reliefnim okrasjem. Zgornja cona je sestavljena iz običajnega ornamenta listja, spodnja pa je prizorišče kentavrov, ki napadajo različne divje živali, ki so jih ločile Dionizove maske. Majhen dvignjen rob na vrhu pokrova bi zadostoval za ravnanje z njim, toda znotraj njega je 'gumb' v obliki srebrnega pozlačenega kipca mladega sedečega tritona, ki puha školjčno lupino. Ta figura je lahko dodatek pokrovu in pokrov v slogu 4. stoletja je zagotovo stranski dodatek skledi
Niz štirih skodelic s širokimi vodoravnimi robovi  predstavlja poznejši razvoj oblike prirobnice. Robovi ali prirobnice so obrobljene z velikimi kroglicami in imajo nizko reliefni okras, ki še enkrat sledi tradicionalni poganski temi, s pastoralnimi prizori, številnimi živalskimi, naravnimi in mitskimi ter dionizijskimi maskami. Znotraj sklede so tudi okrogli medaljoni figuralne dekoracije. Ena (št. 5) ima prizor, na katerem je prikazan lovec, ki napada medveda. Ta posoda s premerom 300 mm je nekoliko večja od ostalih treh, ki imajo vse premer 268 mm in osrednje medaljone, ki prikazujejo enojne glave v profilu: mlado žensko, prikrito matrono in glavo s čelado. Njihova identifikacija ostaja negotova.
Obstaja ustrezen par manjših skodelic z robovi  (premer 168 mm): na platiščih so prepleteno okrašene s perlicami, listnimi zavoji in majhnimi pticami in zajci, v osrednjem podstavku pa imajo rozete v reliefu. Glavna telesa teh majhnih posod imajo nežen notranji vzorec.

### Sklede s podstavki
Dve podstavljeni jedi tvorita tudi par.  Prvotno so mislili, da so skodelice s širokimi, ravnimi podstavki, nekako podobne moderni vinski steklenici v obliki, vendar listnati vzorec na 'podstavkih' in razmeroma nedokončana notranjost 'skodelic' kažeta, da so jih uporabili drugje, kot majhne ravne posode (premera 115 mm) na steblu z osnovo v obliki sklede.Posode enake oblike so v zakladu iz Traprain Lawa, ki so ga našli leta 1919. 

### Žlice
Preostali predmeti v Mildenhallskem zakladu so majhni kot jedilni pribor; pet okroglih zajemalk ali žlic in osem žlic z dolgimi ročaji splošnega poznoromanskega tipa. Okrogle zajemalke imajo zoomorfne ročaje v obliki delfinov. V zakladu iz Traprain Lawa je primerljiv kos, v Hoxneškem zakladu pa sta dva kompleta po deset takšnih zajemalk, čeprav ne z zoomorfnimi ročaji.  Le štirje ročaji so se ohranili, eden od njih je zlomljen in nepopoln. Ker so bili ročaji in sklede spajkani v antiki in so se med pokopom ločili, ni gotovo, kateri ročaj spada h katero posodo. V praksi se zdi bolj verjetno, da vsi prisotni ročaji in sklede pripadajo skupaj, zato je bila skupina rekonstruirana kot pet zajemalk.
8 zajemalk spada v tri skupine ali sklope. Tri imajo hruškaste žlice z listnatim okrasom v notranjosti. Številke 29-31 so vse vpisane v žlici z edinimi izrecno krščanskimi referencami v skupini, in sicer standardnim krščanskim monogramom Hi-Ro, ki ga obdajata črki Alfa in Omega. Drugi dve žlici, št. 27 in 28, imajo napise na posodi z osebnimi imeni: PASCENTIAVIVAS in PAPITTEDOVIVAS. Čeprav napisi vivas (naj živi!) niso pretirani ali izključno krščanski, so v krščanskih okoliščinah precej pogosti, zato lahko te žlice nagovarjajo tudi na krščansko verovanje.

## Napisi
Poleg treh dokončno krščanskih simbolov in dveh po možnosti krščanskih napisov na žlicah ter lastniški grafitov Evterija na dveh majhnih pladnjih, nekaj Mildenhalloskih kosov, skupnih z mnogimi velikimi predmeti rimske srebrne posode iz drugih najdb, nosijo napise o teži. Te so vpraskane na neopaznih mestih, kot so baze in jih je težko brati in razlagati, saj ne beležijo nujno teže samega predmeta, ampak včasih niza, katerega del je ta predmet. Čeprav se je domače srebro uporabljalo za prikazovanje statusa, tako da je bila njegova umetniška kakovost pomembna za lastnika, je bila dejanska vrednost plemenite kovine del njegovega bogastva in jo je bilo treba zapisati in zabeležiti.

## Pomen
Mildenhallski zaklad vsebuje kose, ki nedvomno sodijo na prvo mesto rimske umetnosti in obrtništva v mednarodnem merilu odličnosti. Čeprav je bil najden v času in na način, ki pušča veliko neodgovorjenih vprašanj o razlogih in datumu njegove prikritosti, je celotno datiranje v 4. stoletje gotovo, dekoracije pa se je s svojimi tradicionalnimi poganskimi temami ravno dotaknil vpliv nove vere, krščanstvo je v nekaterih manjših delih značilno za obdobje sprememb v rimskem cesarstvu. Ne moremo še reči, kje so bili izdelani predmeti, kot je Velika posoda, vendar se zdi, da bi bilo mogoče domnevati, da bi bilo nekje v sredozemski regiji.
Stopnja odkrivanja kovinskih ostankov vseh obdobij se v Veliki Britaniji pospešuje od sredine 20. stoletja zaradi kombinacije okoliščin, ki vključujejo spreminjanje kmetijske prakse, porast odkrivanja kovin kot hobija in boljše razumevanje arheologije v javnosti. Mildenhallska skupina je po vseh standardih izjemna, vendar se je leta 1946 zdela previsoke kakovosti, da bi bila britanska najdba.